# Джо Діффі
Джо Діффі (англ. Joe Diffie; 28 грудня 1958, Талса, США — 29 березня 2020, Нашвілл, США) — американський кантрі-співак і автор-виконавець . Лауреат кількох нагород, зокрема Греммі .

## Життя і творчість
Народився 28 грудня 1958 у г. Талса, штат Оклахома, США у сім'ї музикантів, батько грав на гітарі, мати співала. Вперше виступив як музикант у 14 років у кантрі-гурті. Вчився університеті міста Лотон (Оклахома) на медичному факультеті, проте університет не закінчив і після одруження у 1977 році працював на нафтових родовищах, потім як водій вантажівку, потім на ливарному заводі.
Паралельно Джо Діффі займався музикою, співав в кантрі-гурті Higher Purpose і блюграс-гурті Special Edition і врешті збудував власну студію звукозапису. 1986 ливарний завод, на якому працював Діффі збанкрутів, того ж року Діффі продав студію, розлучився, залишивши дружині двох дітей і переїхав до Нешвіллю де влаштувався працювати на фірмі виробника гітар Gibson. Там Діффі працював до 1990 року, створив перші демо-записи і одружився вдруге.
Початком успішної сольної кар'єри Джо Діффі став сингл Home, який очолив хіт-парад Billboard Hot Country Songs. Паралельно, з кінця 1990-го Джіффі розпочав концертну діяльність. Протягом наступних 20 років Джо Діффі випустив 11 альбомів. Музику Діффі характеризують «сповненою гумору, з відтінком новинок рок-музики і жалісливих балад.» В ранніх альбомах переважали балади, але починаючи з Honky Tonk Attitude все більше швидких і новаторських творів. Починаючи з пісні A Night to remember, Джо Діффі повертається до баладного звучання. Голос Діффі порівнюють з голосом Джорджа Джонса.
27 березня 2020 року Діффі повідомив, що у нього виявлений коронавірус. 29 березня він помер у Нашвіллі в результаті коронавірусної інфекції .

## Дискографія
П'ять його синглів очолювали хіт-парад кантрі в США: «Home» (№ 1 в 1990 році), «If the Devil Danced (In Empty Pockets)» (1991), «Third Rock from the Sun» (1994), «Pickup Man» (1994), «Bigger Than the Beatles» (1995).

### Студійні альбоми
- A Thousand Winding Roads (1990)
- Regular Joe (1992)
- Honky Tonk Attitude (1993)
- Third Rock from the Sun (1994)
- Life's So Funny (1995)
- Twice Upon a Time (1997)
- A Night to Remember (1999)
- In Another World (2001)
- Tougher Than Nails (2004)
- Homecoming: The Bluegrass Album (2010)
- All in the Same Boat (2013)

## Нагороди і номінації
| рік  | Нагорода               | Категорія                                                                               | результат |
| ---- | ---------------------- | --------------------------------------------------------------------------------------- | --------- |
| 1990 | Cash Box               | Співак року                                                                             | Перемога  |
| 1993 | " Греммі "             | Кращий робота в стилі кантрі з вокалом — «Not Too Much to Ask» (з Мері Чапін Карпентер) | Номінація |
| 1993 | Академія музики кантрі | Vocal Event of the Year — «I Do not Need Your Rockin 'Chair» (з Джордж Джонс і іншими)  | Перемога  |
| 1998 | «Греммі»               | Кращий робота в стилі кантрі з вокалом — «Same Old Train» (з Marty Stuart та іншими)    | Перемога  |